# Chenevières
Chenevières è un comune francese di 451 abitanti situato nel dipartimento della Meurthe e Mosella nella regione del Grand Est.

## Storia

### Simboli

L'alerione è simbolo della Lorena, il pastorale rappresenta l'abbazia cistercense di Beaupré che qui aveva delle proprietà. La spada ricorda la presenza di una base militare che ha ospitato truppe statunitensi fino agli anni '60 e dove attualmente sono di stanza corpi dell'Esercito francese. La ruota di mulino indica la storica attività del luogo.

Esiste una versione alternativa dello stemma comunale:
La pianta di canapa testimonia l'importanza della sua coltivazione nell'economia locale, favorita dalla presenza di terreni umidi.

## Società

### Evoluzione demografica
Abitanti censiti